# Lost Frequencies
Felix De Laet (Brussels, Bélgica, 30 de novembro de 1993), mais conhecido pelo seu nome artístico de Lost Frequencies, é um DJ de Pop dance e produtor musical belga. É conhecido mundialmente devido aos hits "Reality",“Are You With Me” e "Run" parceria com Emma Bale.   
Em 2016 o DJ esteve no Brasil e deu entrevista exclusiva ao portal POpline, “Acabei de chegar, toco amanhã e já terei que ir embora de volta para a Bélgica (seu país Natal)”, disse se lamentando por não poder aproveitar mais o país em seu retorno ao Brasil. “É triste porque eu estava animado para curtir mais desta vez". No Brasil ele fez 3 shows, em Belo Horizonte, Valinhos e Maresias. 
O sucesso do DJ começou em 2014,quando lançou “Are You With Me” e assinou contrato com a gravadora europeia "Armada Music",em 2016 lançou o seu primeiro álbum de estúdio chamado "Less Is More" com 16 faixas. A música “Are You With Me” foi número #1 em vários países incluindo: Austrália, Áustria, Alemanha, Polônia, Irlanda e Suíça e também foi no Reino Unido.

## Discografia

### Álbuns de estúdio
| Título                                                                                        | Detalhe do álbum                                                                                     | Posições em paradas músicais | Posições em paradas músicais | Posições em paradas músicais | Posições em paradas músicais |
| Título                                                                                        | Detalhe do álbum                                                                                     | BEL                          | FRA                          | HOL                          | SUI                          |
| --------------------------------------------------------------------------------------------- | --- | ---------------------------- | ---------------------------- | ---------------------------- | ---------------------------- |
| Less Is More                                                                                  | - Lançamento: 21 de outubro de 2016 - Gravadora: Armada - Formatos: CD, digital download             | 3                            | 108                          | 40                           | 48                           |
| Alive and Feeling Fine                                                                        | - Lançamento: 4 de outubro de 2019 - Gravadora: Armada - Formatos: CD, digital download              | 6                            | —                            | 51                           | 52                           |
| All Stand Together                                                                            | - Lançamento: 10 de novembro de 2023 - Gravadora: Found Frequencies - Formatos: CD, digital download | 26                           | 114                          | 61                           | 29                           |
| "—" indica que a gravação não foi incluída nas paradas ou não foi distribuída naquela região. | |                              |                              |                              |                              |

### Extended plays
| Título            | Detalhe do álbum                                                                   |
| ----------------- | ---------------------------------------------------------------------------------- |
| Cup of Beats - EP | - Lançamento: 31 de julho de 2020 - Gravadora: Armada - Formatos: Digital download |

## Singles

### Como artista principal
| Título                                                                                        | Ano  | Posições em paradas músicais | Posições em paradas músicais | Posições em paradas músicais | Posições em paradas músicais | Posições em paradas músicais | Posições em paradas músicais | Posições em paradas músicais | Posições em paradas músicais | Posições em paradas músicais | Certificações | Álbum                  |
| Título                                                                                        | Ano  | BEL                          | AUS                          | AUT                          | FRA                          | ALE                          | HOL                          | SUE                          | SUI                          | UK                           | Certificações | Álbum                  |
| --------------------------------------------------------------------------------------------- | ---- | ---------------------------- | ---------------------------- | ---------------------------- | ---------------------------- | ---------------------------- | ---------------------------- | ---------------------------- | ---------------------------- | ---------------------------- | --- | ---------------------- |
| "Are You With Me"                                                                             | 2014 | 1                            | 1                            | 1                            | 4                            | 1                            | 3                            | 1                            | 1                            | 1                            | - BEA: 2× platina - ARIA: 2× platina - BPI: 2× platina - BVMI: diamante - GLF: 5× platina - MC: platina - RMNZ: platina | Less Is More           |
| "Reality" (featuring Janieck Devy)                                                            | 2015 | 1                            | 35                           | 1                            | 2                            | 1                            | 5                            | 10                           | 2                            | 29                           | - BEA: 2× platina - ARIA: ouro - BVMI: 3× ouro                                                                          | Less Is More           |
| "Beautiful Life" (com Sandro Cavazza)                                                         | 2016 | 1                            | —                            | 51                           | 39                           | 50                           | 65                           | —                            | —                            | —                            | | Less Is More           |
| "What Is Love 2016"                                                                           | 2016 | 1                            | —                            | 20                           | 92                           | 24                           | 73                           | 99                           | 52                           | —                            | - BEA: platina - BVMI: ouro                                                                                             | Less Is More           |
| "All or Nothing" (featuring Axel Ehnström)                                                    | 2017 | 9                            | —                            | —                            | —                            | —                            | —                            | —                            | —                            | —                            | | Less Is More           |
| "Crazy" (with Zonderling)                                                                     | 2017 | 1                            | —                            | 7                            | 73                           | 13                           | 56                           | —                            | 13                           | —                            | - BEA: 2× platina - BVMI: ouro - SNEP: ouro                                                                             | Alive and Feeling Fine |
| "Melody" (featuring James Blunt)                                                              | 2018 | 7                            | —                            | 19                           | —                            | 26                           | —                            | —                            | 8                            | —                            | - BEA: platina | Alive and Feeling Fine |
| "Like I Love You" (featuring The NGHBRS)                                                      | 2018 | 5                            | —                            | 36                           | 61                           | 40                           | —                            | —                            | 45                           | —                            | - BEA: ouro - SNEP: ouro                                                                                                | Alive and Feeling Fine |
| "Recognise" (featuring Flynn)                                                                 | 2019 | 18                           | —                            | —                            | —                            | —                            | —                            | —                            | —                            | —                            | - BEA: ouro | Alive and Feeling Fine |
| "Truth Never Lies" (featuring Aloe Blacc)                                                     | 2019 | 35                           | —                            | —                            | —                            | —                            | —                            | —                            | —                            | —                            | | Alive and Feeling Fine |
| "Sun Is Shining"                                                                              | 2019 | 5                            | —                            | —                            | —                            | —                            | —                            | —                            | —                            | —                            | - BEA: ouro | Alive and Feeling Fine |
| "Black & Blue" (with Mokita)                                                                  | 2019 | 3                            | —                            | —                            | —                            | —                            | —                            | —                            | —                            | —                            | | Alive and Feeling Fine |
| "Love To Go" (with Zonderling featuring Kelvin Jones)                                         | 2020 | 6                            | —                            | 52                           | —                            | 58                           | 25                           | —                            | 56                           | —                            | - BEA: platina | Cup of Beats - EP      |
| "Don't Leave Me Now" (with Mathieu Koss)                                                      | 2020 | 11                           | —                            | —                            | —                            | —                            | 46                           | —                            | —                            | —                            | - BEA: platina | Cup of Beats - EP      |
| "Rise"                                                                                        | 2021 | 10                           | —                            | —                            | 69                           | —                            | 19                           | —                            | —                            | —                            | - BEA: ouro - SNEP: ouro                                                                                                | Non-album single       |
| "Where Are You Now" (with Calum Scott)                                                        | 2021 | 4                            | 5                            | 3                            | 18                           | 5                            | 10                           | 7                            | 2                            | 3                            | - BEA: 3× platina - ARIA: 4× platina - BPI: platina - BVMI: 3× ouro - MC: 3× platina - RMNZ: platina - SNEP: diamante   | All Stand Together     |
| "Questions" (with James Arthur)                                                               | 2022 | 13                           | —                            | —                            | —                            | —                            | 52                           | —                            | 87                           | —                            | | All Stand Together     |
| "Back To You" (with Elley Duhe and X Ambassadors)                                             | 2022 | 10                           | —                            | —                            | —                            | 98                           | 31                           | —                            | 41                           | —                            | | All Stand Together     |
| "The Feeling"                                                                                 | 2023 | 11                           | —                            | 5                            | —                            | 45                           | 23                           | —                            | 23                           | —                            | | All Stand Together     |
| "Dive" (with Tom Gregory)                                                                     | 2023 | 20                           | —                            | —                            | —                            | —                            | —                            | —                            | —                            | —                            | | All Stand Together     |
| "Head Down" (with Bastille)                                                                   | 2024 | 12                           | —                            | 58                           | —                            | 28                           | 35                           | —                            | 87                           | 78                           | | Non-album singles      |
| "Love Is The Only Thing"                                                                      | 2024 | 35                           | —                            | —                            | —                            | —                            | —                            | —                            | —                            | —                            | | Non-album singles      |
| "—" indica que a gravação não foi incluída nas paradas ou não foi distribuída naquela região. |      |                              |                              |                              |                              |                              |                              |                              |                              |                              | |                        |